# M85 (astronomia)
M 85 (nota anche come  NGC 4382) è una galassia lenticolare visibile nella costellazione della Chioma di Berenice; fu scoperta da Pierre Méchain nel 1781. È l'elemento più settentrionale dell'Ammasso della Vergine.

## Osservazione

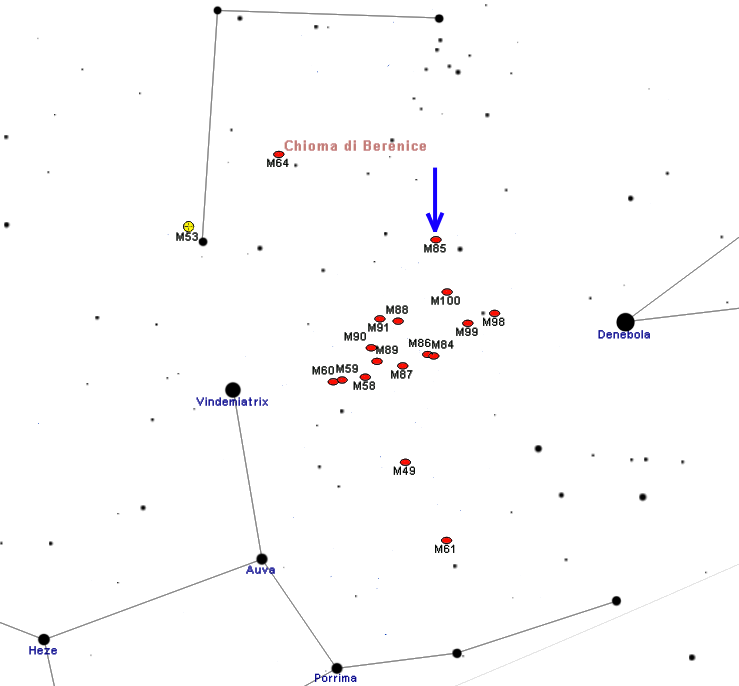
Mappa per individuare M85.

M85 si trova in una regione di cielo priva di stelle di riferimento, fra le costellazioni della Vergine e della Chioma di Berenice; la più brillante della zona è Denebola (β Leonis), che però si trova a quasi 10° di distanza. La galassia si trova al limite della visibilità con un binocolo di media potenza: quasi invisibile in un 10x50, diventa simile ad un pallino luminoso con un 20x80; nonostante sia una delle galassie più appariscenti del gruppo di cui fa parte, per poterne apprezzare l'alone occorre un telescopio amatoriale da 80mm di apertura. Con un 140mm è visibile come un oggetto allungato in senso nord-sud e con un alone del diametro di 4' x 2'; in un 200mm tuttavia questo alone permane privo di particolari.
M85 può essere osservata con facilità da entrambi gli emisferi terrestri e da tutte le aree abitate della Terra, grazie al fatto che la sua declinazione non è eccessivamente settentrionale; dalle regioni boreali è maggiormente osservabile e si presenta estremamente alto nel cielo nelle notti di primavera, mentre dall'emisfero australe appare mediamente più basso, ad eccezione delle aree prossime all'equatore. Il periodo migliore per la sua osservazione nel cielo serale è quello compreso fra febbraio e agosto.

## Storia delle osservazioni
La galassia fu scoperta da Pierre Méchain nel 1781, assieme a molte altre visibili in questa regione di cielo; la posizione e la descrizione furono fornite da Charles Messier, che oltre ad inserirla nel suo celebre catalogo ne indicò i dettagli osservativi: afferma infatti che è talmente debole da poter essere visibile solo in notti limpide e solo quando passa il meridiano. John Herschel la descrisse come una nebulosa tondeggiante, mentre Lord Rosse indicò che possiede una forma ovaleggiante e che nel suo centro si trova una stella di tredicesima grandezza.

## Caratteristiche
M85 è una galassia di forma ellittica molto schiacciata o lenticolare, senza traccia di strutture a spirale; come parte dell'Ammasso della Vergine, la sua distanza è pari a circa 60 milioni di anni luce. La sua massa è di 400 miliardi di masse solari e la sua magnitudine assoluta è stata stimata di -21,9; il diametro sarebbe invece di 115.000 anni luce, dunque leggermente più grande della nostra Via Lattea. Si allontana da noi alla velocità di 729 km/s. Il 20 dicembre 1960 fu scoperta una Supernova del tipo Ia, catalogata come 1960R, che raggiunse la magnitudine apparente di 11,7. Il 25 giugno 2020 è stata scoperta un'altra Supernova Ia, SN 2020nlb.

M85 è in interazione con la galassia a spirale NGC 4394 e la piccola galassia ellittica catalogata come MCG 3-32-38.

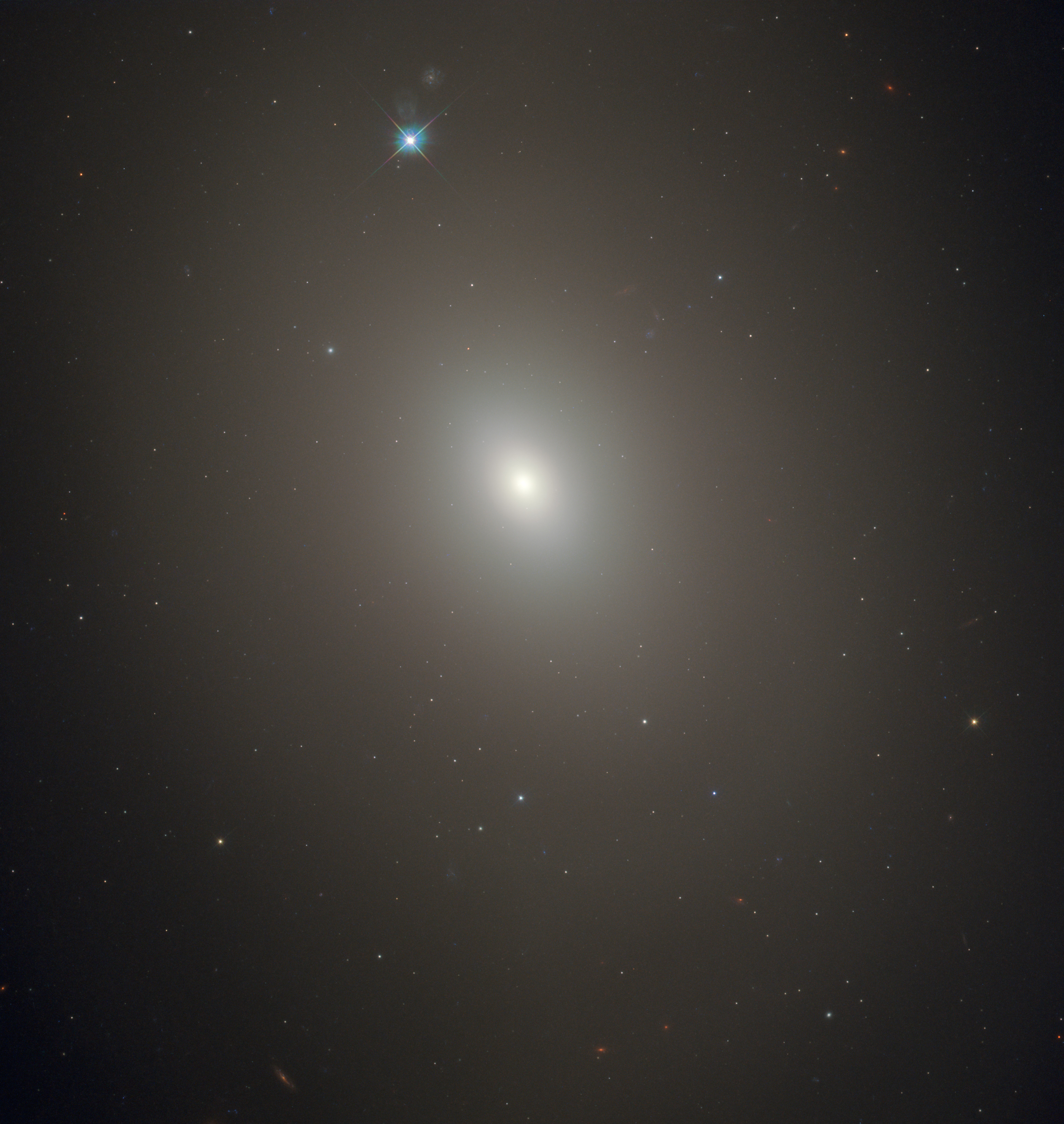
M85  (Telescopio spaziale Hubble)
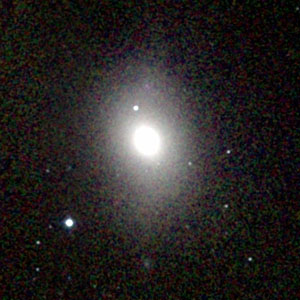
M85
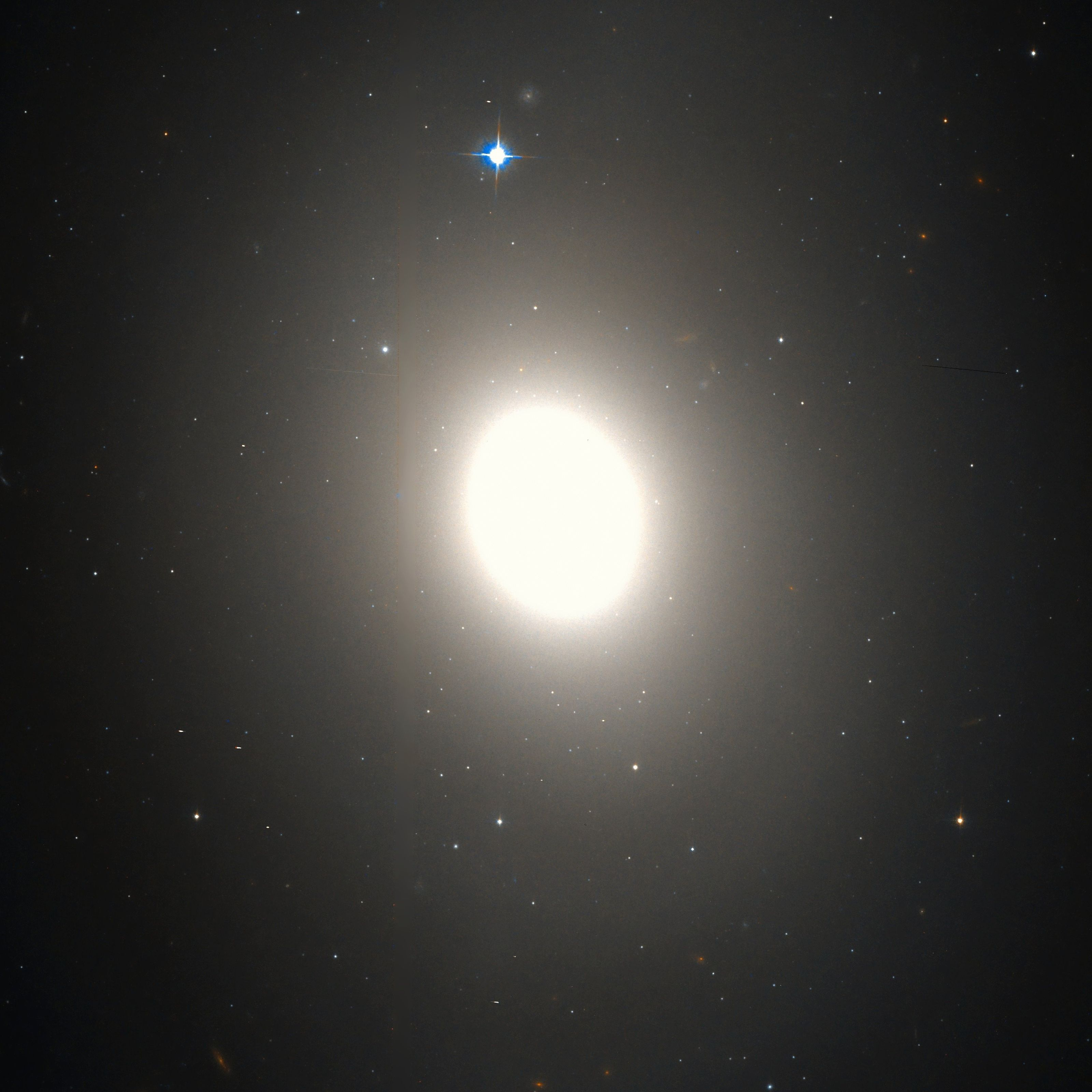
M85  (WikiSky)

### Libri
- (EN) Stephen James O'Meara, Deep Sky Companions: The Messier Objects, Cambridge University Press, 1998, ISBN 0-521-55332-6.

### Carte celesti
- Toshimi Taki, Taki's 8.5 Magnitude Star Atlas, su geocities.jp, 2005. URL consultato il 7 novembre 2010 (archiviato dall'url originale il 5 novembre 2018). - Atlante celeste liberamente scaricabile in formato PDF.
- Tirion, Rappaport, Lovi, Uranometria 2000.0 - Volume I - The Northern Hemisphere to -6°, Richmond, Virginia, USA, Willmann-Bell, inc., 1987, ISBN 0-943396-14-X.
- Tirion, Sinnott, Sky Atlas 2000.0 - Second Edition, Cambridge, USA, Cambridge University Press, 1998, ISBN 0-933346-90-5.
- Tirion, The Cambridge Star Atlas 2000.0, 3ª ed., Cambridge, USA, Cambridge University Press, 2001, ISBN 0-521-80084-6.